# Nicolas Baudin
Nicolas Thomas Baudin (Saint-Martin-de-Ré, Isla de Ré, 17 de febrero de 1754 - Port Louis, isla Mauricio, 16 de septiembre de 1803) fue un marino, oficial naval, explorador, cartógrafo, hidrógrafo y naturalista francés, recordado por haber realizado dos importantes viajes científicos —a las Antillas (1796-98) y a Australia (1800-03)— en los que se recogieron valiosas colecciones e información referente a plantas, aves e insectos.

## Biografía
Nicolas Baudin nació en Saint-Martin-de-Ré, en la costera isla de Ré. A los quince años se unió a la marina mercante y a los veinte a la Compañía francesa de las Indias Orientales. Alistado en la marina francesa, sirvió en el Caribe durante la Guerra de Independencia de los Estados Unidos.
Al finalizar la guerra, capitaneó diversos barcos que transportaban a botánicos austríacos hacia el océano Índico y el Pacífico. En esa época, Baudin aprendió botánica así como la forma de mantener animales y plantas con vida a bordo del barco.
En 1792, Francia declaró la guerra a Austria y Baudin intentó, sin éxito, realistarse a la marina francesa. Regresó a Francia en 1795 y visitó a Antoine de Jussieu en el Museo de Historia Natural para sugerirle un viaje botánico al Caribe. El viaje fue un éxito y Baudin regresó a Francia con una destacada colección de plantas, aves e insectos.
En octubre de 1800 fue elegido para liderar una expedición que debía cartografiar la costa de Australia. Disponía de dos barcos, Le Géographe y Le Naturaliste y estuvo acompañado de nueve naturalistas y botánicos, entre ellos Jean-Baptiste Leschenault de la Tour.
Llegaron a Australia en mayo de 1801 y en abril de 1802 se encontraron con Matthew Flinders, que también estaba cartografiando la costa, en Encounter Bay. Baudin se detuvo en la colonia británica de Sídney para repostar víveres. Adquirió un nuevo barco y envió a Le Naturaliste de vuelta a casa con todas las especies recolectadas. Se dirigió hacia Tasmania hasta continuar hacia Timor. Según una investigación reciente de académicos de la Universidad de Adelaida, durante la expedición de Baudin, François Péron, quien se había convertido en el zoólogo jefe y líder intelectual de la misión, redactó un informe para Bonaparte sobre las maneras de invadir y capturar la colonia.
De regreso a casa, Baudin se detuvo en Port Louis, isla de Francia (hoy isla Mauricio), lugar en el que murió a causa de una tuberculosis.